# Rotnackensperber
Der Rotnackensperber (Tachyspiza erythrauchen, Syn.: Accipiter erythrauchen) ist ein Greifvogel, der auf den Molukken endemisch vorkommt.
Der Lebensraum umfasst Primärwald selten vom Meeresspiegel, häufiger oberhalb von 650 bis 1450 m Höhe.
Der Artzusatz kommt von altgriechisch ἐρυθρός erythros, deutsch ‚rot‘ und altgriechisch αὐχήν auchen, deutsch ‚Nacken‘.

## Merkmale
Dieser Vogel ist 26 bis 35 cm groß, wiegt etwa 156 g, die Flügelspannweite beträgt 47 bis 65 cm. Dieser kleine schlanke Sperber hat eine dunkel schieferfarbene Oberseite, eine weißliche Kehle mit grauen Flecken, eine schlicht rotbraun bis rosafarbene Unterseite, mittellange, spitze Flügel, einen kurzen, schwach gebänderten Schwanz, aber lange Beine und Zehen. Kennzeichnend und namensgebend ist der helle rotbraune Kragen. Das Weibchen ist größer und auf der Oberseite etwas dunkler, auf der Unterseite grauer.
Iris, Wachshaut und Beine sind grünlich-gelb.
Jungvögel sind auf der cremefarbenen Unterseite arttypisch braun gestrichelt, die Federn der schwärzlich-braunen Oberseite haben unterschiedlich ausgeprägt rotbraune Ränder, der Schwanz ist dicht gebändert.
Verwechslungsmöglichkeit besteht mit dem größeren Halmaherahabicht (Tachyspiza henicogrammus), der keinen rotbraunen Kragen aufweist, mit dem gleichfalls größeren, aber nur schwarzen oder schwarz-weißen Papuahabicht (Astur meyerianus), mit dem Inselhabicht (Tachyspiza hiogaster), Unterart T. h. griseogularis, der auch einen Kragen hat, aber rotbraune Unter- und blassere Oberseite aufweist. Der an der Unterseite dunkel rotbraune Weißbrauenhabicht (Tachyspiza novaehollandiae) hat keinen Kragen.

## Geografische Variation
Es werden folgende Unterarten anerkannt:
- T. e. erythrauchen (Gray, 1861), Nominatform, – mittlere Molukken
- T. e. ceramensis (Schlegel, 1862), – südliche Molukken, etwas größer und dunkler auf der Oberseite, etwas grau auf der Unterseite

## Stimme
Der Ruf ist nicht bekannt.

## Lebensweise
Die Nahrung besteht aus kleinen Vögeln, die von verstecktem Ansitz aus plötzlich ergriffen werden. Zum Brutverhalten liegen keine Informationen vor.

## Gefährdungssituation
Die Art gilt als potentiell gefährdet (Near Threatened) aufgrund von Habitatverlust.